# Stanisław Kunicki (profesor)
Stanisław Kunicki, (ros. Куницкий Станислав Константинович, ur. 3 maja 1859 w Brześciu, zm. 8 grudnia 1942 w Warszawie) – profesor i rektor Instytutu Inżynierów Dróg Komunikacji w Petersburgu oraz profesor Politechniki Warszawskiej, inżynier specjalista w zakresie budownictwa mostów żelaznych

## Życiorys

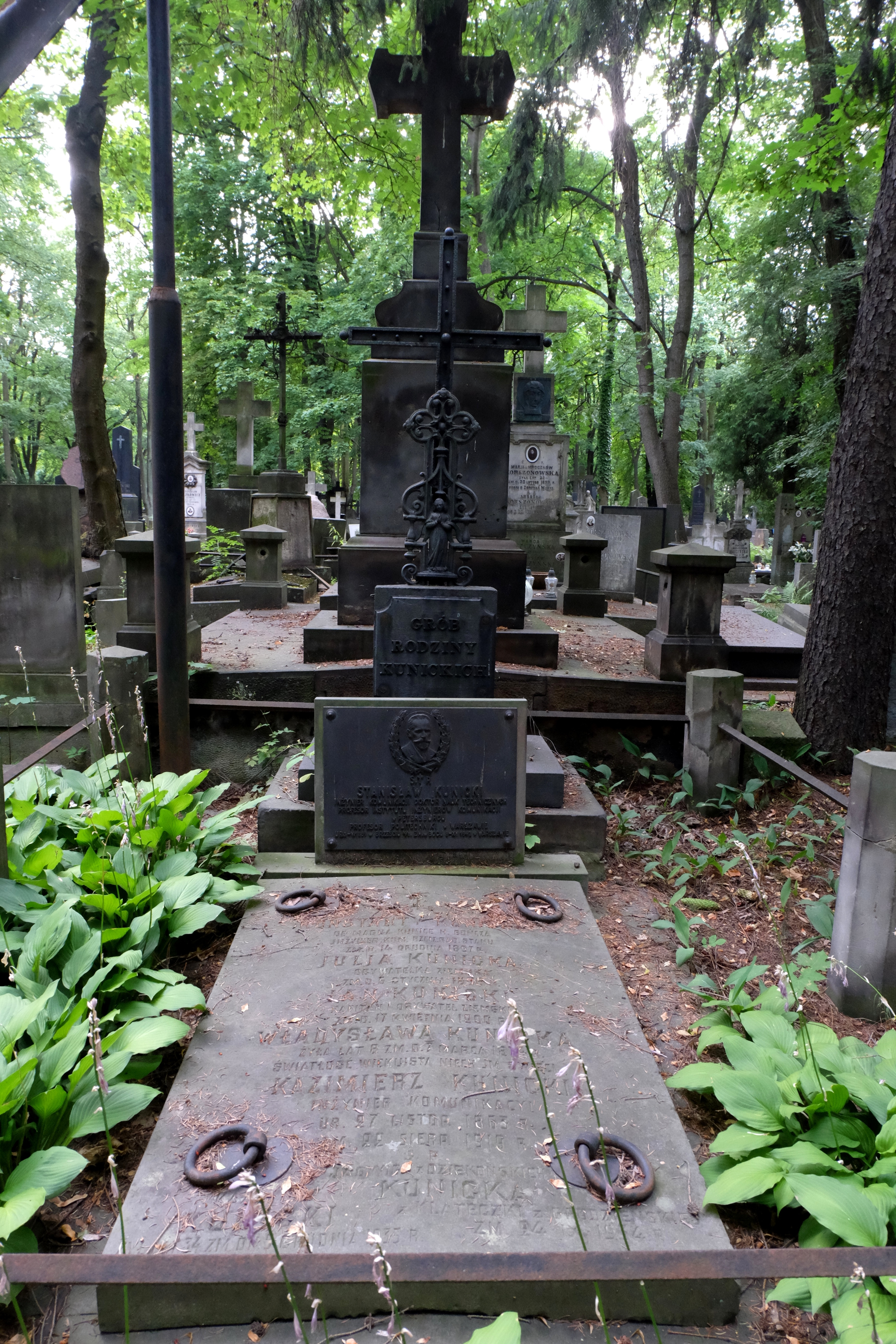
Grób prof. Stanisława Kunickiego na cmentarzu Powązkowskim w Warszawie

Urodził się w rodzinie inżyniera komunikacji Konstantego Kunickiego h. Bończa (1825–1897) i Julii z Puczniewskich (zm. 1898). Uczęszczał do II gimnazjum rządowego w Warszawie, ukończył w Petersburgu gimnazjum wojskowe (późniejszy II Korpus Kadetów) w Petersburgu (1876) W 1881 roku skończył z odznaczeniem petersburski Instytut Inżynierów Dróg Komunikacji W 1884 roku objął stanowisko asystenta przy Katedrze Mostów Instytutu. W 1891 r. na podstawie rozprawy O natężeniach powstających w dźwigarach mostów żelaznych wskutek sztywnych połączeń węzłowych prętów otrzymał stopień naukowy adiunkta, zmieniony potem na stopień doktora nauk technicznych. W 1892 został docentem, w 1896  został profesorem nadzwyczajnym, a od 1912 profesorem zwyczajnym statyki budowli. Od 10 kwietnia 1919 roku został tam wybrany rektorem i godność tę piastował do 15 czerwca 1921 r.  Pod jego rządami rozpoczęła się restrukturyzacja Instytutu. Przede wszystkim dokonano reorganizacji Rady Instytutu. Po raz pierwszy wzięli w nim udział nauczyciele i studenci. Wiosną 1919 Rada Instytutu składała się z 59 profesorów i nauczycieli oraz 20 studentów, stając się organem reprezentacyjnym kadry dydaktycznej i studentów. W kwietniu 1919 r. w Instytucie powołano specjalną komisję pod przewodnictwem rektora, która miała zreformować nauczanie i zreorganizować proces edukacyjny. Ustanowiono pięcioletni okres szkolenia i wprowadzono po raz pierwszy specjalizację w zakresie komunikacji lądowej, komunikacji wodnej i obiektów inżynierskich. 
Prowadził również wykłady z mechaniki budowlanej Instytucie Technologicznym i Instytucie Politechnicznym w Petersburgu. Wykłady poświęcone kratownicom, belkom ciągłym i sklepieniom publikował w postaci tematycznych książek i skryptów. Pracę naukową i dydaktyczną łączył z praktyczną działalnością w wydziale mostów (od 1884 r.) w Technicznej Radzie (1890-1917) Ministerstwa Komunikacji, której przewodniczył inny Polak – prof. Stanisław Kierbedź, a także w Radzie Inżynierskiej, prezesując równocześnie Komisji Mostowej tej Rady. Wchodził również w skład Komitetu Technicznego Ministerstwa Spraw Wewnętrznych, zajmując się w nim mostami.
Prof. S. Kunicki był w tym czasie autorem projektów dużych kolejowych mostów żelaznych, m.in. 19-przęsłowy kratowy o dwóch przęsłach zwodzonych na odnodze Balda delty Wołgi k. Astrachania (zbudowany 1907–08). Największe przęsła tego mostu miały 106,5 m rozpiętości, filary posadowiono na kesonach zagłębionych do 28,6 m. Podobny most projektu K. zbudowano też na pobliskiej odnodze Wołgi – Buzań. Projektował także stalowe mosty kratowe na kolejach: Zachodniosyberyjskiej, Pd.-Zachodniej, Północnodonieckiej, Moskwa–Jarosław, Witebsk–Żłobin. Uczestniczył też w budowie specjalnej linii kolejowej Petersburg–Carskie Sioło dla pociągów dworskich oraz dworca kolejowego w Petersburgu dla kolei Petersburg–Witebsk.
W końcu sierpnia 1921 roku prof. S. Kunicki powrócił do Polski, gdzie objął w 1922 r. stanowisko starszego referenta w Departamencie Budowy i Utrzymania Dróg Żelaznych Ministerstwa Kolei Żelaznych, które pełnił do 1924 r. Od 1921 kontynuował też pracę dydaktyczno-naukową na Politechnice Warszawskiej na Wydziale Inżynierii Lądowej prowadząc wykłady i ćwiczenia z budownictwa żelaznego, natomiast na Wydziale Architektury ze statyki budowlanej. Od 1925 był także członkiem Rady Technicznej przy ministrze kolei. Prowadził również wykłady w Państwowej Szkole Drogowej i w Oficerskiej Szkole Inżynierii (1924–26). W 1934 przeszedł na emeryturę. 
Opublikował przeszło 60 prac z dziedziny statyki budowli, budowy mostów i dróg żelaznych. W czasopiśmie kół naukowych Politechniki Warszawskiej Ars Technica zamieścił serię artykułów pt. W kwestii norm obliczania żelaznych mostów kolejowych, zaś Wydawnictwo Towarzystwa Bratniej Pomocy Studentów Politechniki Warszawskiej wydrukowało dwa konspekty jego wykładów Linie wpływowe i Parcie ziemi na mury podporowe. Kilkakrotnie uczestniczył w międzynarodowych kongresach, m.in. w Paryżu i Londynie. Działał w Stowarzyszeniu Techników Polskich w Warszawie. Był członkiem i laureatem Société des Ingénieures Civils de France.
Był mężem Ludwiki Bizzarri. Zmarł 8 grudnia 1942 r. w Warszawie, został pochowany na cmentarzu Powązkowskim (kwatera F/G-3-9,10).

## Stanowiska
- 1884 – Asystent przy Katedrze Mostów Instytutu Inżynierów Dróg Komunikacji w Petersburgu
- 1891 – Adiunkt, a następnie doktor nauk technicznych w Państwowym Uniwersytecie Politechnicznym w Sankt Petersburgu
- 1892 – Docent statyki budowli
- 1896 – Profesor nadzwyczajny, a następnie zwyczajny
- 1912 – Zasłużony profesor Instytutu Inżynierów Dróg Komunikacji
- 1919 – Rektor Instytutu Inżynierów Dróg Komunikacji
- 1922 – 1924 Starszy referent w Departamencie Budowy i Utrzymania Dróg Żelaznych Ministerstwa Kolei Żelaznych
- 1922/23 – Wykładowca na Wydziale Inżynierii Lądowej PW
- 1925 – Profesor zwyczajny w Katedrze Budowy Mostów

## Członkostwa
- Członek Société des Ingénieures Civils de France

## Odznaczenia
- austriacki Order Franciszka I
- francuski złoty medal Société des Ingénieurs Civils de France.

## Publikacje
W dorobku publikacyjnym S. Kunickiego znajdują się m.in.:
Prace zwarte
- Kratkija obszczenja i gławniejszyja dannyja dla projektowanja mostowych soorużenij, Sankt Petersburg 1898.
- Linie wpływowe, wyd. Towarzystwa Bratniej Pomocy Studentów Politechniki Warszawskiej, Warszawa 1928
- Parcie ziemi na mury podporowe, wyd. Towarzystwa Bratniej Pomocy Studentów Politechniki Warszawskiej, Warszawa 1932

Artykuły:
- W kwestii norm obliczania żelaznych mostów kolejowych, wyd. Ars Technica